# Nevin William Hayes
Nevin William Hayes OCarm (ur. 17 lutego 1922 w Chicago, zm. 12 lipca 1988 tamże) – amerykański duchowny rzymskokatolicki, karmelita, misjonarz, prałat terytorialny Sicuani i biskup pomocniczy archidiecezji chicagowskiej.

## Biografia
8 czerwca 1946 z rąk biskupa pomocniczego Chicago Williama Davida O’Briena otrzymał święcenia prezbiteriatu i został kapłanem Zakonu Braci Najświętszej Maryi Panny z Góry Karmel.
10 stycznia 1959 papież Jan XXIII mianował go prałatem terytorialnym Sicuani w Peru. Był on pierwszym ordynariuszem erygowanej tego samego dnia prałatury. Jako ojciec soborowy wziął udział w soborze watykańskim II.
5 maja 1965 papież Paweł VI nadał mu biskupstwo tytularne Nova Sinna. 5 sierpnia 1965 w katedrze w Chicago przyjął sakrę biskupią z rąk biskupa pomocniczego Chicago Cletusa Francisa O’Donnella. Współkonsekratorami byli biskup Worcester Bernard Joseph Flanagan oraz biskup Greensburg William Graham Connare.
7 listopada 1970 zrezygnował z katedry w Sicuani i powrócił do Stanów Zjednoczonych.
2 lutego 1971 papież Paweł VI mianował go biskupem pomocniczym archidiecezji chicagowskiej. Był nim do śmierci 12 lipca 1988.